# Аяфалло, Алекс
Александр "Алекс" Аяфалло (англ. Alexander Iafallo; 21 декабря 1993, Иден, Нью-Йорк, США) — американский профессиональный хоккеист, нападающий клуба НХЛ «Виннипег Джетс».

## Карьера
Аяфалло начал свою карьеру в USHL в клубе «Фарго Форс». После этого он перешёл в студенческую лигу США NCHC в хоккейную команду Университета Миннесоты Дулут. В своём первом сезоне в NCHC Алекс сыграл в 36 играх и попал в символическую сборную новичков лиги. В сезоне 2016/17 он набрал 51 очко и был признан MVP чемпионата NCHC.
19 апреля 2017 года Алекс в качестве свободного агента подписал двухлетний контракт с клубом НХЛ «Лос-Анджелес Кингз». Его работа в тренировочном лагере в преддверии сезона 2017/18 так впечатлила тренерский штаб «Кингз», что он начал сезон сразу же в основном составе. Его дебют в НХЛ состоялся 5 октября 2017 года в матче против «Филадельфия Флайерз». Ровно через месяц, 5 ноября, в своей 14-й официальной игре в НХЛ, он забил свой первый гол в лиге в матче против «Нэшвилл Предаторз». 30 января 2020 года в матче против «Аризоны Койотис» оформил свой первый хет-трик в НХЛ.
По окончании сезона 2022/23, 27 июня 2023 года Аяфалло был обменян в числе других игроков в «Виннипег Джетс» на Пьера-Люка Дюбуа.
16 апреля 2025 года Аяфалло подписал с «Джетс» трёхлетний контракт на сумму $11 млн.